# 乌干达计划
烏干達計劃（英語：Uganda Scheme）是將英屬東非的一部分分出作為猶太人家園的計劃，最早由英國殖民地事務大臣約瑟夫·張伯倫於1903年向西奧多·赫茨爾領導的錫安主義團體提出，規劃將Mau高原（即現在的肯亞）上13,000平方公里的土地劃作猶太人家園。這個計劃是針對當時俄國的反猶運動而提出的，很多人寄望這塊地方能安置受迫害的猶太人。
這個計劃在1903年瑞士巴塞爾召開的錫安主義大會引發了激辯。支持者認為這是猶太人回到聖地之前暫時的避難所，而反對者認為這會使猶太人更難回到聖地巴勒斯坦，投票前俄國代表也表態反對。最後這個案子以295比177通過。
翌年，錫安主義大會派了三位代表前往預定的新家園考查。雖然高原氣候與歐洲氣候相似，較適歐洲的猶太人移入，但高原上充滿了危險的野生動物，而且當地的馬賽人可能不會接納歐洲移民。錫安主義大會研究考查團提交的報告後，於1905年決定婉拒英國政府提議。部分人士認為拒絕這項提議是個錯誤，他們就另外成立了猶太領地主義組織（Jewish Territorialist Organization），公開主張在任何地方都可以建立猶太家園，不必執著於聖地巴勒斯坦。
二戰期間由於納粹的迫害，英國首相邱吉爾重提烏干達計劃，但此時諸錫安主義團體已經在全力準備在巴勒斯坦建立家園，並反對有關提議，以免影響他們爭取英國政府放寬猶太人移居英屬巴勒斯坦託管地的人數限制。

## 附註
1. ↑  .   [2008-08-25]. （原始内容存档于2010-01-18）.

## 外部連結
- 猶太虛擬圖書館對烏干達的介紹 （页面存档备份，存于）